# ألويس كون
ألويس كون (بالألمانية: Alois Kuhn)‏ هو لاعب هوكي الجليد ألماني، ولد في 23 نوفمبر 1910 في فوسن في ألمانيا، وتوفي في 12 فبراير 1996.

## وصلات خارجية
- ألويس كون على موقع EliteProspects.com (الإنجليزية)
- ألويس كون على موقع أوليمبيديا (الإنجليزية)